# NGC 417
NGC 417 är en elliptisk galax i stjärnbilden Valfisken. Den upptäcktes år 1886 av Francis Preserved Leavenworth. 